# روابط ایران و ترکیه
روابط ایران و ترکیه همراه با تغییراتی که در دوران معاصر در جغرافیای سیاسی خاورمیانه ایجاد شده‌است دستخوش تحولات زیادی بوده‌است. این روابط تا اندازهٔ زیادی از مذهب شیعه و سنی در دو سوی مرز، روابط ایران، روابط ترکیه و اسرائیل، مسئلهٔ کردها و روابط دو کشور با روسیه و اروپا اثر پذیرفته‌است.
ترکیه امروزی بازمانده‌ای از فروپاشی امپراتوری عثمانی است که مصطفی کمال آتاترک در آن دست به اصلاحات سکولار وسیعی زد و ایران معاصر کشوری است که پس از مدت‌ها بی‌ثباتی و تضعیف دودمان قاجار با روی کار آمدن رضاشاه پهلوی دست به اصلاحات مشابه و تا حد زیادی متأثر از ترکیه می‌زند. در ۱۳۵۷ ایران انقلابی را تجربه می‌کند که منجر به سرنگونی پادشاهی پهلوی و بنیان‌گذاری جمهوری اسلامی می‌شود که روابطش با جهان و از جمله ترکیه را دگرگون می‌کند. در دوران دولت حسن روحانی روابط ایران و ترکیه به بالاترین اوج خود رسید؛ به گونه‌ای که رجب طیب اردوغان شهروند افتخاری تهران شد.

## باستان

### هخامنشیان
پیش از اشکانیان، در دوره هخامنشیان، شبه‌جزیره آناتولی (ترکیه امروزی)در حدود دویست سال بخشی از امپراتوری هخامنشیان بود.

## دوران صفوی
تنش میان امپراطوری‌های عثمانی و صفویان و حملات پیاپی آنان به مرزهای غربی ایران در ۵ قرن گذشته روابط میان دو کشو را عمدتاً سرد و خصومت‌آمیز کرده بود. دورانی پُر تنش میان ایران و عثمانی که با وقوع جنگ چالدران در سال ۱۵۱۴ میلادی به اوج خود رسید. پس از این جنگ بسیاری از آثار تاریخی با ارزش ایرانی‌ها به عثمانی منتقل می‌شود که امروزه بیشتر آن‌ها در موزه سرای توپقاپی و منطقه تاریخی سلطان احمد در استانبول نگهداری می‌شوند. درگیری‌ها بیش از یک سده میان دو امپراتوری ادامه پیدا کرد تا در نهایت با امضای عهدنامه قصر شیرین در ۱۶۳۹ و تثبیت مرزهای ایران و ترکیه به شکل کنونی پایان یافت.

## افشاریان و قاجاریان
با به قدرت رسیدن سلسله‌های افشاریان و قاجاریان در ایران، روابط با عثمانیان دوستانه‌تر می‌شود. در سال ۱۷۴۷ میلادی، محمود یکم یک خنجرِ جواهرنشان را به عنوان هدیه‌ای برای نادر شاه به ایران می‌فرستد. اما در راه به فرستادگان خبر می‌رسد که پادشاه ایران به قتل رسیده و آن‌ها نیز از میانه راه به استانبول بازمی‌گردند. در دوره قاجار نیز تعدادی مدال شیر و خورشید از سوی دولت ایران به سلطان عبدالحمید دوم عثمانی اهدا شده‌است.
امپراتوری عثمانی تا واپسین روزهای حیات خود در قرن بیستم و در جریان جنگ‌های جهانی اول و دوم همواره متعرض به خاک ایران بود.
با سقوط امپراتوری عثمانی و برقراری نظام جمهوری در ترکیه، رضا خان سردارسپه نخست‌وزیر ایران، اولین رئیس دولت در جهان بود که در آبان ۱۳۰۲ خورشیدی با ارسال یک جلد قرآن و یک قبضه شمشیر مرصع به آتاترک تبریک گفت. اما مسئولان ترکیه بنای بدرفتاری با شهروندان ایرانی در ترکیه گذاشتند. گذرنامه ایرانیان را به رسمیت نمی‌شناختند و برگه‌های اقامتی حاوی ۲۴ سؤال برای پرکردن به آنان می‌دادند که اگر حتی یک سؤال را جواب نمی‌دادند، احضاریه برایشان می‌فرستادند و توقیفشان می‌کردند. ازدواج شهروندان ایرانی را با شهروندان ترکیه ممنوع و به ایرانیانی که همسر ترکیه‌ای داشتند اخطار کردند که یا باید به تابعیت ترکیه درآیند یا کشور را ترک کنند. همچنین مالیاتهای سنگینی بر شهروندان ایرانی تحمیل کردند.

## دوران پهلوی

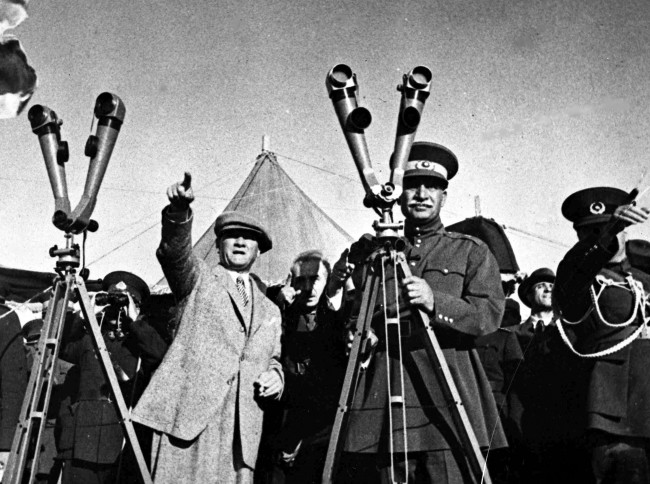
رضاشاه و آتاترک

با به سلطنت رسیدن رضاشاه پهلوی، رابطه ایران و ترکیه رو به بهبود نهاد و در اول اردیبهشت ۱۳۰۵ (۲۲ آوریل ۱۹۲۶) «عهدنامه ودادیه و تأمینیه» میان دو کشور امضا شد. در پانزدهم تیر سال بعد، رضاشاه محمدعلی فروغی را به عنوان سفیر به ترکیه فرستاد تا اختلافات مرزی را حل کند که از گذشته میان دو کشور وجود داشت. در دوران سفارت فروغی، قسمت اعظم سرحدات دو کشور تعیین شد اما در چند نقطه، اختلاف باقی بود. بنا شد کمیسیون‌های محلی این اختلافات را حل کنند اما در کار این کمیسیونها هم پیشرفتی حاصل نشد تا اینکه در زمستان ۱۳۱۰ توفیق رشدی بیگ وزیر امور خارجه ترکیه به تهران و به حضور رضاشاه رفت و مذاکراتی با مقامهای ایرانی انجام داد که سرانجام قرار شد ایران بخشی از اراضی خود را با اراضی ترکیه معاوضه کند. به این روش، اختلافات مرزی دو کشور کاملاً رفع و قرارداد مبادله اراضی در دوم بهمن ۱۳۱۰ (۲۳ ژانویه ۱۹۳۲) میان محمدعلی فروغی و توفیق رشدی بیگ، وزیران امورخارجه دو کشور امضا شد. در همین روز عهدنامه حکمیت نیز برای رسیدگی به اختلافات احتمالی میان دو کشور در آینده بین طرفین امضا شد.
در آبان سال بعد محمدعلی فروغی به آنکارا سفر کرد و قرارداد تأمینیه و ودادیه را میان دو کشور تجدید کرد. بنابر این قرارداد که در چهاردهم آبان ۱۳۱۱ (پنجم نوامبر ۱۹۳۲) میان فروغی و توفیق رشدی بیگ امضا شد، در صورت وقوع عملیات نظامی از طرف یک یا چند دولت ثالث نسبت به یکی از دو کشور ایران و ترکیه، طرفین متعهد می‌شدند، بی‌طرف بمانند و در هیچ نوع اتحاد یا ائتلاف سیاسی یا اقتصادی یا مالی یا عملیات خصمانه علیه یکدیگر شرکت نجوید. همچنین دو دولت به یکدیگر تعهد می‌دادند در خاک خود از فعالیت گروه‌هایی که قصد آنها برهم زدن صلح و امنیت دیگری یا تبلیغ علیه دیگری باشد، جلوگیری کنند.
در خرداد و تیر ۱۳۱۳ خورشیدی، رضاشاه تنها سفر خارجی خود در دوران پادشاهی‌اش را به ترکیه انجام داد. او در این سفر که زمینی انجام گرفت از شهرهای آنکارا، ازمیر و استانبول بازدید کرد. بلندپایه‌ترین مقامی که همراهی‌اش می‌کرد، سید باقر کاظمی وزیر امورخارجه بود.
در اسفند ۱۳۱۵ هیئتی از ترکیه به ریاست جمال حسنی تارای نماینده مجلس این کشور به تهران رفت و چند هفته مذاکراتی برای عقد ده قرارداد انجام داد که این قراردادها در دو نوبت در روزهای ۲۳ اسفند ۱۳۱۵ (۱۴ مارس ۱۹۳۷) و ۳۱ فروردین ۱۳۱۶ (۲۰ آوریل ۱۹۳۷) میان جمال حسنی تارای و کمال کوپرولو وزیر مختار ترکیه در تهران به نمایندگی از کشورشان با عنایت‌الله سمیعی وزیر امور خارجه ایران به امضا رسید که مهم‌ترین آنها، برقراری نیابت قضائی و استرداد مجرمین و متهمان میان دو کشور بود.
انعقاد پیمان سعدآباد در هفدهم تیر ۱۳۱۶ (هشتم ژوئیه ۱۹۳۷) از نقاط مهم در تاریخ روابط ایران و ترکیه در دوران رضاشاه به‌شمار می‌رود. با این پیمان که وزیران خارجه چهار کشور ایران، ترکیه، عراق و افغانستان در کاخ سعدآباد به نمایندگی از دولتهای متبوع خود امضا کردند، چهار کشور به یکدیگر تعهد دادند که نه به‌تنهایی و نه همراه با کشور دیگری دست به هیچ‌گونه عملیات متجاوزانه علیه یکدیگر نزنند و به کشور دیگری که به یکی از آنها تجاوز کرده نیز چه مستقیم و چه غیرمستقیم، کمکی نرسانند. این دولت‌ها همچنین تعهد کردند که در مرزهای خود از تشکیل یا عملیات گروه‌های مسلح یا غیرمسلحی که علیه نظم و امنیت کشورهای دیگر یا واژگونی دولت آنها فعالیت کنند، جلوگیری کنند.
از دیگر رویدادهای مهم این دوران می‌توان از پیمان بغداد نام برد. پیمان بغداد، نخست در فوریه ۱۹۵۵ توسط کشورهای عراق و ترکیه به امضاء رسید. در همان سال، کشورهای پاکستان، ایران و بریتانیا نیز به این پیمان پیوستند. در پی پیوستن ایران به پیمان بغداد، در تاریخ ۷ آذر ۱۳۳۴ خورشیدی سفرای ایران در کشورهای عضو این پیمان تغییر کرد و سرلشکر حسن ارفع سفیر کبیر ایران در ترکیه شد.
دولت‌های ایران و ترکیه در ۲۳ بهمن ۱۳۴۲ با امضای قرادادی، احتیاج به اخذ روادید برای ورود اتباع شان به خاک همدیگر را لغو کردند.

### پیشنهاد کمک مالی ایران به ترکیه در بحران اقتصادی ۱۹۷۳
محمد یگانه در مصاحبه با تاریخ شفاهی هاوراد میگوید در بحران ارزی ترکیه در سال ۱۹۷۳ پیشنهاد شد که ایران تولید نفت خود را افزایش دهد و نفت مورد نیاز ترکیه را تأمین کرده و در ازای آن با تأخیری ۵ ساله گندم ، گوشت و .. از ترکیه دریافت کند : «این بود که درباره ترکیه این نکته را عرض کردم وقتی که دیدیم اینها وضعشان از دیدگاه ارزی balance of payments موازنه پرداخت‌ها خیلی‌خیلی بد شده و تحت فشار IMF قرار گرفتند و گرفتاری خیلی شدید دارند، من دیدم که حتماً اینها اگر ایران یعنی موقعش است ایران یک کاری انجام بدهد برای اینها. از طرف دیگر هم ما پولی نداریم به اینها کمک بکنیم، راهش چه است؟ ما مطالعه کردیم اینها مقدار زیادی تقریباً در حدود هفتاد هشتاد درصد از صادراتی که دارند مصرف می‌شود برای خرید نفت. ما هم ظرفیت تولید نفت زیادی داریم پس می‌توانیم تولیدمان را قدری بالا ببریم. اینها مثلاً یک میلیون تن دو میلیون تن که فرق نمی‌کرد ما بیش از صد میلیون تن اضافه ظرفیت داشتیم که یک میلیون تن دو میلیون تن بیشتر تولید بکنیم به اینها بدهیم که اینها هم احتیاجاتشان سالانه در حدود ده پانزده میلیون تن نفت بود؛ و من این را به عرض شاه رساندم و ایشان گفتند فکر بسیار خوبی‌ست مطرح بکنید در شورای اقتصاد و بعداً با دولت ترکیه.بعد از آن سفیرشان را خواستم و موضوع را گفتم اینها هم بلافاصله وزیر برنامه‌شان را فرستادند به ایران و ما از این طریق کمک کردیم که این مقدار نفت را بدهیم در مقابلش کالا بخریم منتها این کالا را در عرض پنج سال بخریم که فرض کنید احتیاج به سیمان داشتیم احتیاج به گندم داشتیم احتیاج به گوشت داشتیم، از این قبیل کالاها از آنها بگیریم.»

## دوران جمهوری اسلامی

### دولت هاشمی رفسنجانی
سفر اربکان نخست‌وزیر ترکیه (از حزب اسلامگرای رفاه) به تهران و انعقاد قرار داد صادرات گاز ایران به ترکیه مهم‌ترین رویداد در روابط دوکشور در دولت هاشمی بود. گرچه این وضعیت دیری نپایید و باقدرت گرفتن لائیک‌ها پس از او روابط ایران و ترکیه وضعیت وخیمی یافت. وضعیتی که تا سال اول دولت خاتمی نیز ادامه یافت.

### دولت خاتمی
دولت خاتمی هنگامی شروع بکار کرد که به جز ترکیه، اتحادیه اروپا نیز روابط خود را با ایران قطع و سفرایش را از کشور خارج کرده بود.
دیدار سران دو کشور در حاشیه اجلاس دی ۸ در قزاقستان از تنش میان طرفین کاست و دو کشور پس از چند سال سفیر مبادله کردند.
دولت بلنت اجویت با مسئله کردها مواجه شد و با اعزام نیروهای نظامی به مرز سوریه خواستار تحویل دادن عبدالله اوجالان رهبر حزب کارگران کردستان ترکیه شد. امتناع سوریه از تحویل دادن وی، دو کشور را در آستانه درگیری نظامی قرار داد. دولت خاتمی با میانجیگری میان طرفین نقش مهمی در کاستن از تنش داشت و این موضوع به عنوان نقطه عطفی در روابط میان دو کشور ثبت شد. گرچه ترکیه در نهایت با کمک آمریکا و اسرائیل وی را دستگیر کرد و این موضوع جایگاه و اهمیت روابط با اسرائیل را برای دولت ترکیه نمایان ساخت.

### دولت احمدی‌نژاد
پس از انتخاب احمدی‌نژاد به عنوان رئیس‌جمهور ایران و تمایل وی به پیشبرد برنامه هسته‌ای ایران و مخالفت غربی‌ها با این تلاش که منجر به صدور تحریم‌های علیه ایران انجامید، ترکیه همواره سعی کرد که به عنوان یک میانجی بین‌المللی بین ایران و اتحادیه اروپا و آمریکا عمل کند و طرفین را به حل دیپلماتیک این منازعه تشویق کند. ترکیه با این رویه سعی داشت از طرفی جایگاه خود را در خاورمیانه تقویت کند و از بروز جنگ در همسایگی خود جلوگیری نماید و از طرفی با این مانور سیاسی خود را برای عضو شدن دائم در اتحادیه اروپا مقتدر نشان دهد. موضوع جنگ داخلی سوریه نیز از مهم‌ترین چالش‌های روابط دوجانبه در این کشور بود. ترکیه همواره اعلام کرده بود روابط دوجانبه با ایران تحت تأثیر مسائل جنگ داخلی سوریه می‌باشد. در این دوره، تنها نقطه اشتراک از نظر سیاسی، موضعگیری دو کشور در قبال کودتای ۲۰۱۳ مصر بود که هردو کشور آن را محکوم کردند.
از دیدگاه اقتصادی حجم داد و ستدهای اقتصادی دو کشور تا پایان سال ۲۰۱۱ فراتر از ۱۶ میلیارد دلار بوده و به گفته مقامات دو کشور سعی می‌شود تا سال ۲۰۱۵ این رقم به ۳۰ میلیارد دلار افزایش یابد. این در حالی است که به موجب فشارهای کشورهای غربی، ترکیه نیز مجبور شد رابط اقتصادی خود با ایران را کاهش دهد که کاهش ۴۰ درصدی واردات نفت از ایران یکی از این تأثیرات بود.

### دولت روحانی
با انتخاب حسن روحانی به عنوان رئیس دولت یازدهم ایران، رجب طیب اردوغان به صورت تلفنی به روحانی تبریک گفت. احمد داود اغلو، وزیر امور خارجه وقت ترکیه نیز در مراسم تحلیف روحانی شرکت کرد و مقدمات دیدارهای رسمی را در حاشیه اجلاس سالانه سازمان ملل متحد مورخ سپتامبر ۲۰۱۳ تدارک دید. همچنین قدم‌زدن محمدجواد ظریف و احمد داوود اغلو در کنار رودخانه هادسون نیویورک که به منظور مذاکراتی خصوصی بدون حضور دیپلمات‌های دیگر انجام شد، گامی مثبت در جهت نزدیکی دیدگاه‌های دوطرف تلقی شد. کارشناسان این تغییر موضع ترکیه که با شروع کار دولت یازدهم ایران کلید خورده‌است را ناشی از چند دلیل می‌دانند:
- سیاست تنش صفر که در ابتدای فعالیت دولت حزب عدالت و توسعه ترکیه اعلام شده بود، در خلال جنگ داخل سوریه نقض شده‌است و موجب شده ترکیه با همسایگان جنوبی و شرقی خود دوران پرتنشی را در سال‌های قبل طی کند. پس نیاز به برون‌رفت از این چالش با روی کارآمدن سیاستمداران اعتدال‌گرا در ایران امکان‌پذیر است.
- در پی ازسرگیری روابط دیپلماتیک بین ایران و آمریکا، ترکیه سعی دارد به عنوان میانجی این رابطه ایفای نقش کند و جایگاه سیاسی و اقتصادی خود را بهبود ببخشد.
- با نزدیک‌شدن به انتخابات ریاست‌جمهوری ترکیه (۲۰۱۴) سیاستمداران حزب عدالت و توسعه ترکیه سعی دارند با در پیش گرفتن سیاست‌های تنش‌زدا در سطح بین‌الملل، خاطرهٔ اعتراض‌های ۲۰۱۳ ترکیه را از اذهان مردم ترکیه پاک کنند و بتوانند محبوبیت از دست رفته خود در پی اعتراضات را بازیابند.

در دوران دولت حسن روحانی روابط ایران و ترکیه به بالاترین اوج و دوستی رسید. در سفر ظریف به ترکیه در اول نوامبر ۲۰۱۳ و ملاقات با داوود اوغلو، دو کشور توافقنامه اطلاعاتی و امنیتی را تصویب کردند که به موجب آن ترکیه با کلیه اقدامات جاسوسی علیه ایران که در داخل خاک این کشور انجام می‌شود، برخورد کرده و در شناسایی و دستگیری جاسوسان خارجی به ایران کمک کند.
بعد از امضای توافق هسته‌ای ژنو بین ایران و قدرت‌های جهانی، ترکیه در صدد ترمیم روابط آسیب‌دیده خود و تنش‌زدایی برآمد. امضای چندین تفاهم‌نامه سیاسی با ایران در خصوص جنگ سوریه و همچنین افزایش تبادلات اقتصادی با ایران در پی کاهش تحریم‌های اقتصادی که به موجب امضای تفاهم‌نامه مزبور امکان‌پذیر شده‌بود، از جمله تدابیر ترکیه بود. تفاهم هسته‌ای لوزان نیز که مرحله بعدی پیشبرد مذاکرات اتمی ایران بود، با واکنش مثبت مقامات ترکیه‌ای روبرو شد.
در پی مداخله نظامی در یمن (۲۰۱۵)، رجب طیب اردوغان، ایران را با لفظ توهین‌آمیزی، متهم کرد که در پی تسلط بر منطقه خاورمیانه و از بین بردن ثبات کشورهای این منطقه است. این گفتار با واکنش وزیر امور خارجه ایران روبرو شد و ظریف، ترکیه را از انجام اشتباهات استراتژیک، بر حذر داشت. با اینحال، اردوغان، چند روز بعد از این موضعگیری، سفری کوتاه به ایران انجام داد و با برخی مقامات ایرانی، دیدار کرد. در این سفر، از تشریفات معمول پذیرایی از میهمانان خارجی، خبری نبود و ایرانیان، به سردی از آن استقبال کردند.
در اردیبهشت ۱۴۰۰، پس از زخمی و کشته شدن دو شهروند ایران بر اثر شکنجهٔ پلیس مرزی ترکیه در نقطهٔ صفر مرزی میان دو کشور، با وجود اعتراضات فعالان حقوق بشر و رسانه‌هایی در ترکیه، سکوت مسئولان دو کشور با نقد رسانه‌ها روبرو شد. بر پایهٔ روایت طرف ایرانی، بهنام صمدی و حسن کچلانلو در ۲۶ فروردین این سال، توسط ده پلیس مرزبانی کشور ترکیه و در نقطهٔ صفر مرز، مورد شکنجهٔ مرگ‌آور جنسی و جسمی قرار گرفته بودند. پس از آشکار شدن این رخداد، دولت ترکیه تلاش کرد که با زدن اتهام «قاچاق‌بری دو شهروند ایران در سرحدات دو کشور»، دولت ایران را وادار کند که جوانب محافظه‌کارانه را همچنان حفظ کند. هرچند که این دو تن، کول‌بر نبوده‌اند.

## روابط اقتصادی

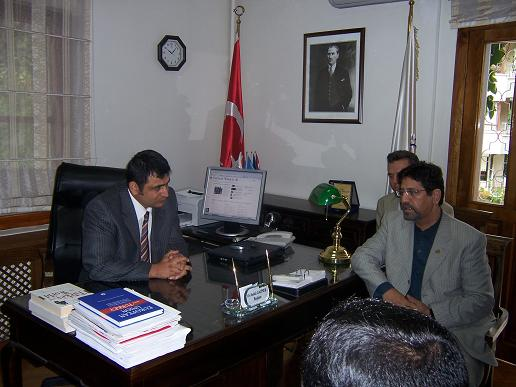
سفیر ایران در آنکارا (ترکیه) از مدیر USAK بازدید کرد. 2006

در اواسط ژوئیه ۲۰۱۷ به دلیل وقوع برخی تخلفات در صادرات محصولات ترکیه به ایران، کمیسیون مشترک همکاری بین ایران و ترکیه تصمیم گرفت که برای جلوگیری از ادامه تخلفات، صادرات محصولات مصرفی از ترکیه به ایران، به تأیید کنسولگری ایران در ترکیه برسد. گمرک ترکیه نیز متقابلاً برای ورود محصولات پتروشیمی شرکت‌های ایرانی به ترکیه، گواهی مبدأ تأیید شده به وسیله کنسولگری ترکیه در ایران را مطالبه نموده‌است. این در حالی است که صادرات محصولات پتروشیمی ایران به ترکیه حدود یک میلیارد دلار تخمین زده شده و از آنجایی که محصولات پتروشیمی بیشترین درآمد ارزی غیرنفتی ایران را تشکیل می‌دهد، این اخلال نقطه منفی در تجارت بین دو کشور محسوب می‌شود و دولت ایران بدنبال راه کارهایی جهت حل این مشکل می‌باشد.
مرکز آمار ترکیه، صادرات این کشور به ایران در ۱۱ ماهه ۲۰۱۹ به ۲٫۱ میلیارد دلار رسید که نسبت به دور مشابه سال ۲۰۱۸ حدود ۲۰۰ میلیون دلار کاهش نشان می‌دهد.
همین مرکز اعلام کرد واردات ۱۱ ماهه این کشور از ایران در سال ۲۰۱۹ را نزدیک ۳٫۲ میلیارد دلار عنوان کرده‌است. این رقم در دور مشابه سال ۲۰۱۸ حدود ۶٫۵ میلیارد دلار بود.
بر اساس گزارش منابع خبری در سال ۱۴۰۳، مرز جدید ترانزیتی و صادراتی رازی خوی -کاپی کپی ترکیه طی یک تفاهم نامه با دولت ایران، فعال شد.

## دوران معاصر

### ساخت دیوار امنیتی مرزی بین ایران و ترکیه
دولت ترکیه برای تأمین امنیت داخلی اش همانند مرز مشترک با سوریه، در مرز مشترک با ایران نیز در حال احداث دیواری به قطر۲ و ارتفاع ۳ متر است. این دیوار مانع از هر گونه تردد گروه‌های مختلف بین دو کشور و قاچاق کالا و انسان خواهد بود. روز سه شنبه ۸ اوت ۲۰۱۷ سلیمان البان استاندار استان آغری ترکیه از پیشرفت این دیوار بازدید به عمل آورد. طول دیوار مرزی ترکیه با سوریه ۹۱۰ کیلومتر و دیوار در حال احداث مرزی ایران و ترکیه ۷۰ کیلومتر خواهد بود. یک مقام وزارت خارجه ایران اعلام کرده‌است که هر اقدامی که ترکیه بخواهد در مرز بین دو کشور انجام بدهد، بایستی با اطلاع و موافقت ایران انجام شود. این دیوارکشی در تاریخ ۱۶ دسامبر ۲۰۲۳ به پایان رسید.